# Furcraea andina
Furcraea andina o comúnmente llamado fique, es una especie de fanerógama nativa de los Andes sudamericanos. Muy difundida desde Colombia hasta los andes de Argentina. 

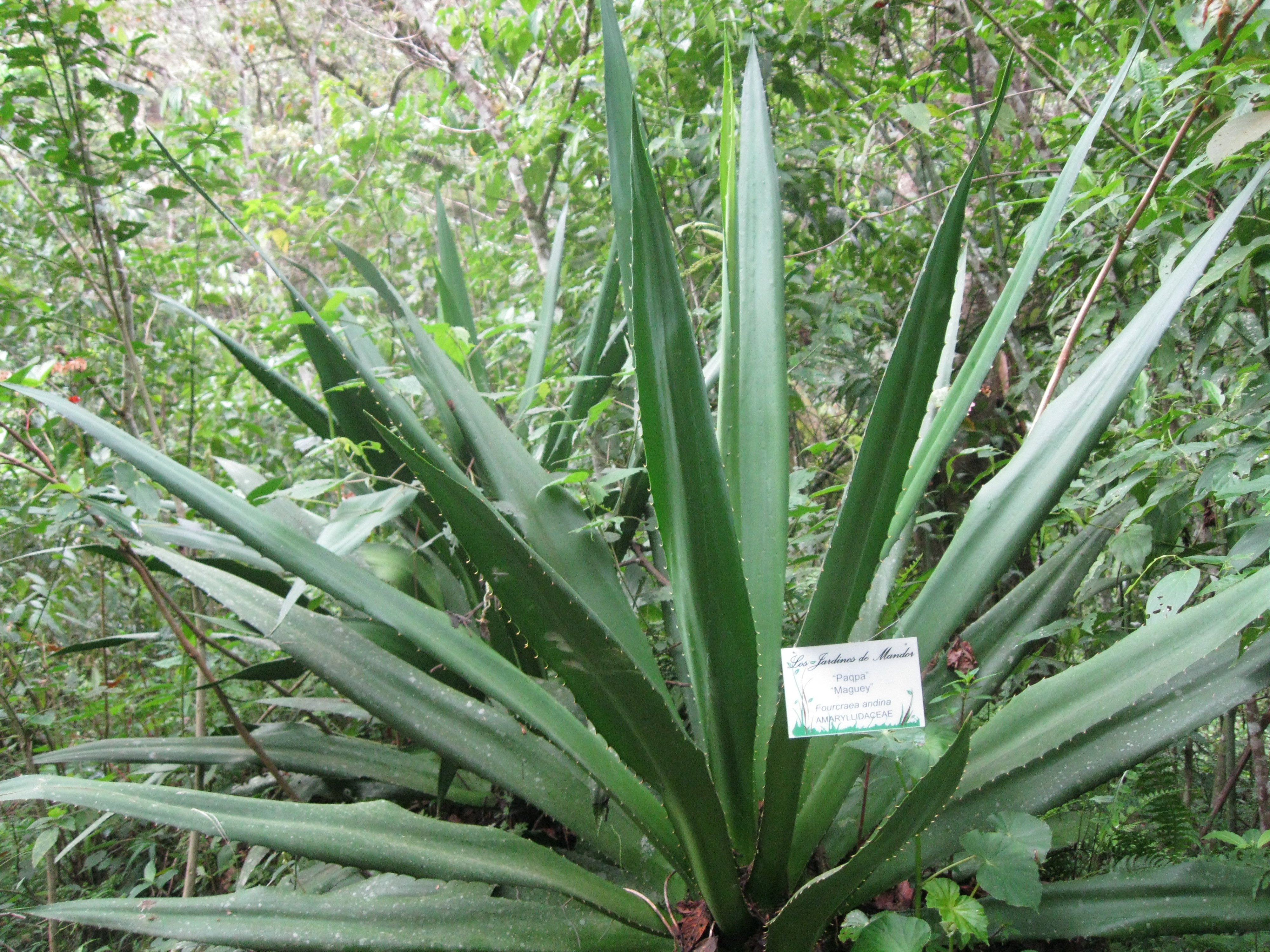
Vista de la planta

## Descripción
Planta adulta con tronco de 30 centímetros de espesor, hojas verdes de forma lineal-lanceolada con un largo de 0.5 a 2 metros y un ancho de 8 a 14 centímetros, con bordes lisos, dentados o aserrados. Crece de 800 a 3.000 m s. n. m., su vida varía entre 12 y 20 años con casos especiales de 60 a 70. La fibra es dura, fina, brillante y blanca, la producción normal es de 1 kg al año por planta con producciones excepcionales de 3 a 6 kg al año.
Es una planta monocotilédonea, de hábitos xerófilos.
Se asemeja al Agave en la forma suculenta y grande de las hojas en roseta. Aunque en vez de la fuerte y grande espina terminal de las hojas del agave, terminan en pequeñas puntas coriáceas o a veces pueden tener una pequeña y débil espina. 
Otras diferencias taxonómicas: las flores de las furcraeas son numerosas, péndulas blanco – verdosas, en cambio las de Agave son amarillas y en racimo erectos. Y el endosperma que rodea el carpo del flor.

## Taxonomía
Furcraea andina fue descrita por William Trelease  y publicado en Journal de Physique, de Chimie, d'Histoire Naturelle et des Arts 67: 425. 1808.
Etimología
El género Furcraea fue llamado así por Étienne Pierre Ventenat en 1793, en honor del conde Antoine-François de Fourcroy, químico del Real Jardín de las Plantas Medicinales, en París.
andina: epíteto geográfico que alude a su localización en la Cordillera de los Andes.
El género Furcraea comprende cerca de 20 especies de plantas suculentas,
algunas de las cuales se utiliza para la extracción de la fibra. Frecuentemente las
especies de este género han sido confundidas con las pertenecientes al género
Agave, de las cuales son completamente distintas desde el punto de vista
botánico. El nombre de género es erradamente designado fourcroya o furcroea.
Las plantas de género Furcraea forman rosetas de hojas grandes y
carnosas, semejantes a las de muchas especies del género Agave, pero, en vez de
la fuerte y grande espina terminal de las hojas de esta última, terminan en
pequeñas puntas y una débil espina. (1)
Los Agave tienen como plantas textiles más importantes y conocidas el
sisal (Agave sisalana) y el henequén (Agave fourcroydes).

## Usos
Es utilizada en la elaboración de costales para transportar el café de Colombia, al igual que usos tradicionales tales como: las cotizas, unos zapatos cuya suela es de goma y su tela son trenzados de la planta del fique. 
En Colombia se cultivan y extrae la fibra de fique desde tiempos inmemoriales, empleándola principalmente para la fabricación de hamacas, redes y cuerdas, alpargatas, jíqueras, costales y enjalmas.
Es actualmente material de uso artesanal como: bolsos, cinturones, mochilas, zapatos, etc.

## Nombres comunes
- Fique (del muysca fique),[6] cabuya, pita, penca, maguey, cabui, chuchao, cocuiza.